# Prinsenvlag

Prinsenvlag

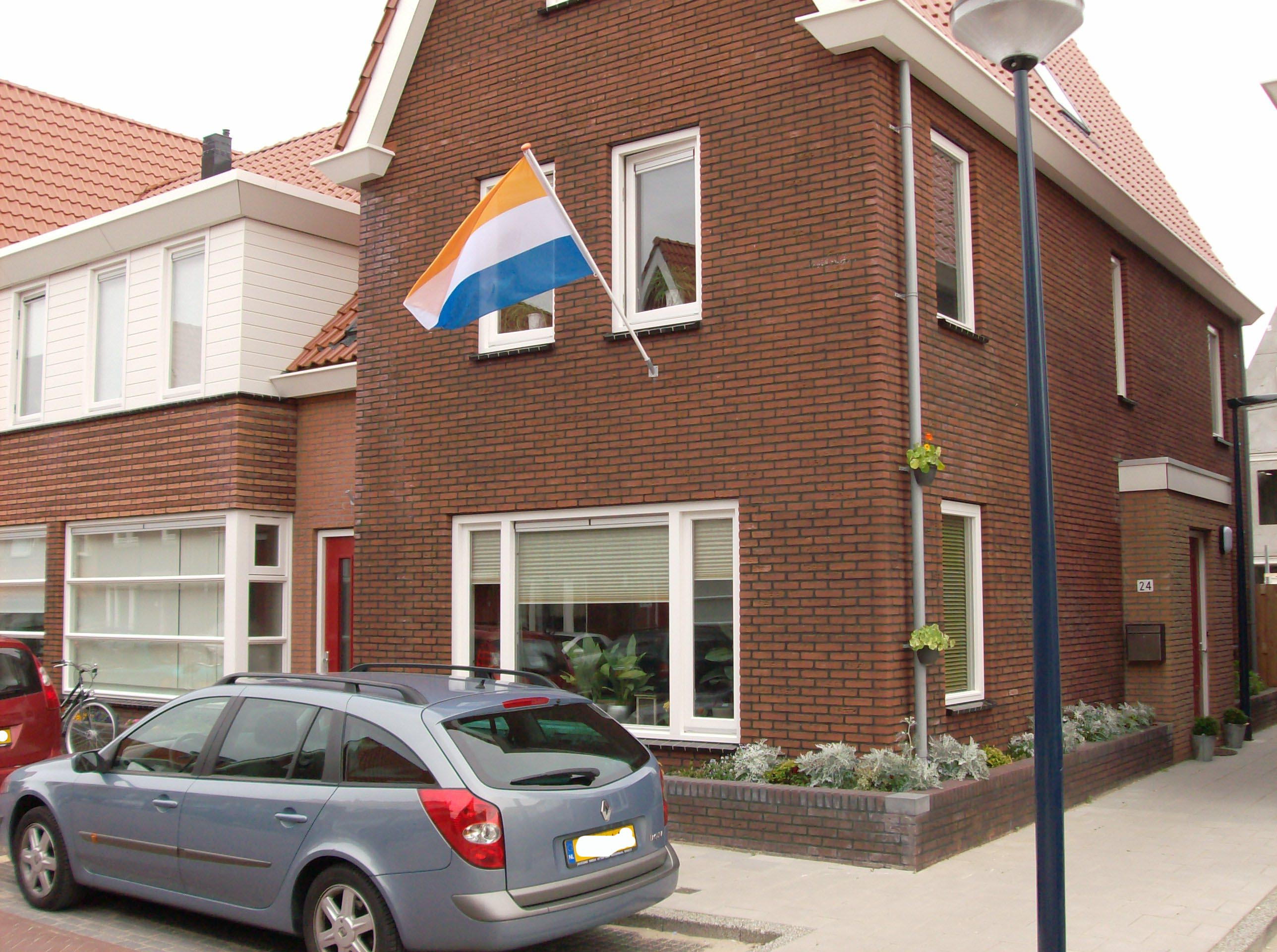
Gehisste Prinsenvlag am Waterloodag 2009

Die Prinsenvlag (niederländisch Prinzenflagge) war die historische Flagge der Niederlande, wie sie ursprünglich von den Oraniern im Achtzigjährigen Krieg (1568–1648) getragen wurde. Die Farben basieren auf den Farben der Livree von Prinz Wilhelm von Oranien-Nassau und sind Orange, Weiß und Blau. Das Orange ist die Hausfarbe der Oranier. Die heutige Nationalflagge der Niederlande beruht auf der Prinsenvlag, ist aber Rot-Weiß-Blau.

## Geschichte

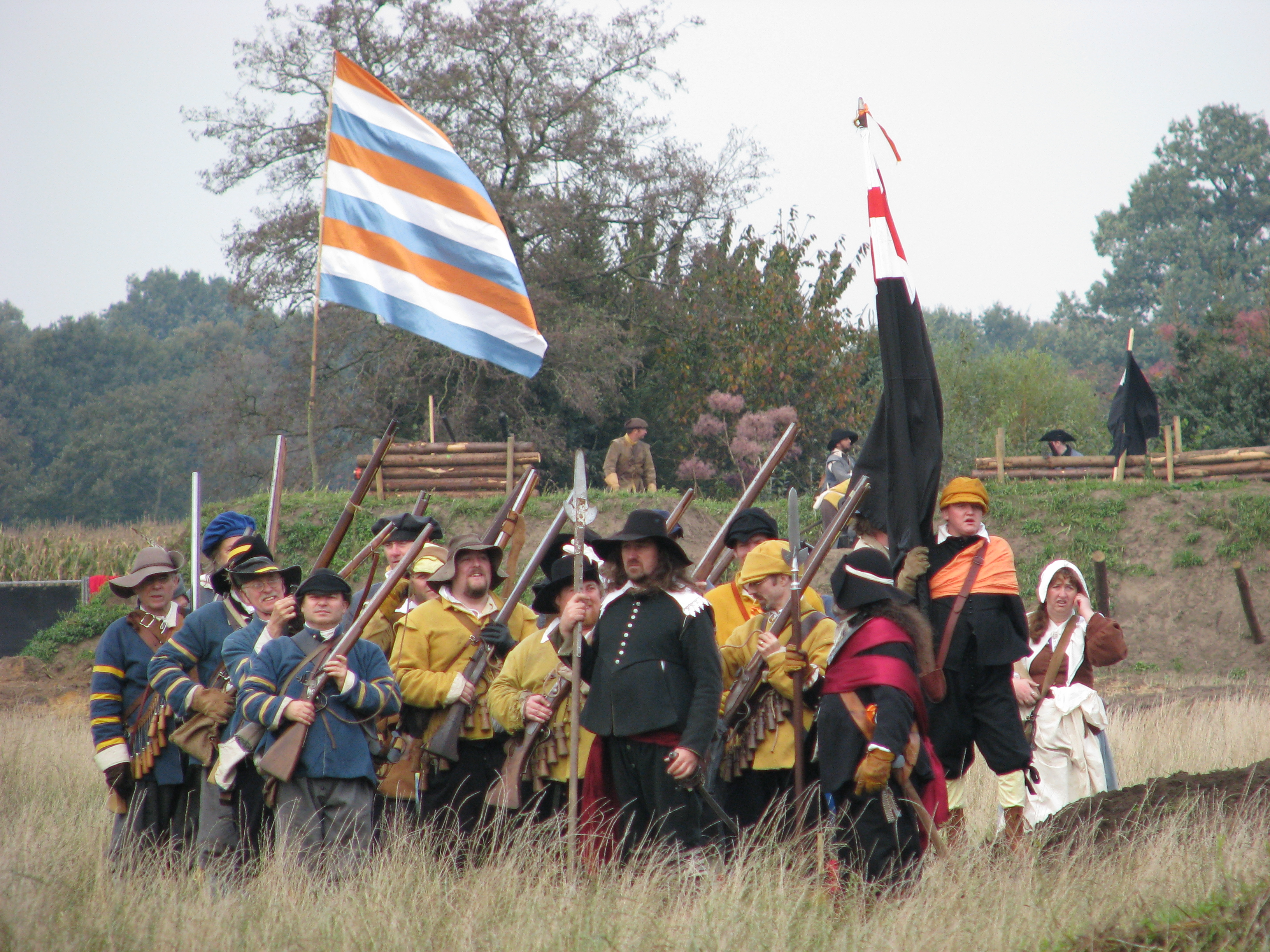
Reenactment der Schlacht um Groenlo aus dem 17. Jahrhundert: Soldaten der Staaten (der niederländischen Republik) mit einer weit verbreiteten Variante der Prinsenvlag.

Möglicherweise als erste trugen die Prinsenvlag die Wassergeusen, als sie 1572 Den Briel von den Spaniern einnahmen. 1587 bestellte die zeeländische Admiralität die Flagge für ihre Kriegsschiffe. Als Flagge des Aufstandes wurde sie dann von der Republik der Vereinigten Niederlande übernommen. Aus dem Orange wurde später Rot, wozu es verschiedene Theorien gibt. Beispielsweise habe die Abneigung gegen die Oranier bei einem Teil der Niederländer eine Rolle gespielt – mit Rot statt Orange konnten sie sich von den Oranier-Anhängern unterscheiden.
In der Franzosenzeit um 1800, als die Oranier die Niederlande verlassen hatten, setzte sich Rot beinahe endgültig durch. Bei seiner Rückkehr 1813 entschied sich der Souveräne Fürst der Niederlande, bald als Wilhelm I. König der Niederlande, ein Oranier, für Rot.
Seit den 1930er-Jahren verwendeten die Anhänger der rechtsextremistischen Nationaal-Socialistische Beweging die Prinsenvlag mit ihrem Orange. Unter anderem deswegen unterzeichnete Königin Wilhelmina 1937 einen Erlass, der Rot-Weiß-Blau als Nationalflagge festlegte.

## Verwendung
Heute wird die Prinsenvlag oftmals mit Rechtsextremismus in Verbindung gebracht, und tatsächlich verwenden nationalistische Bewegungen sie gerne. Daneben wird die Prinsenvlag mit panniederländischen Bewegungen, die die Niederlande mit Flandern vereinigen wollen, verbunden.

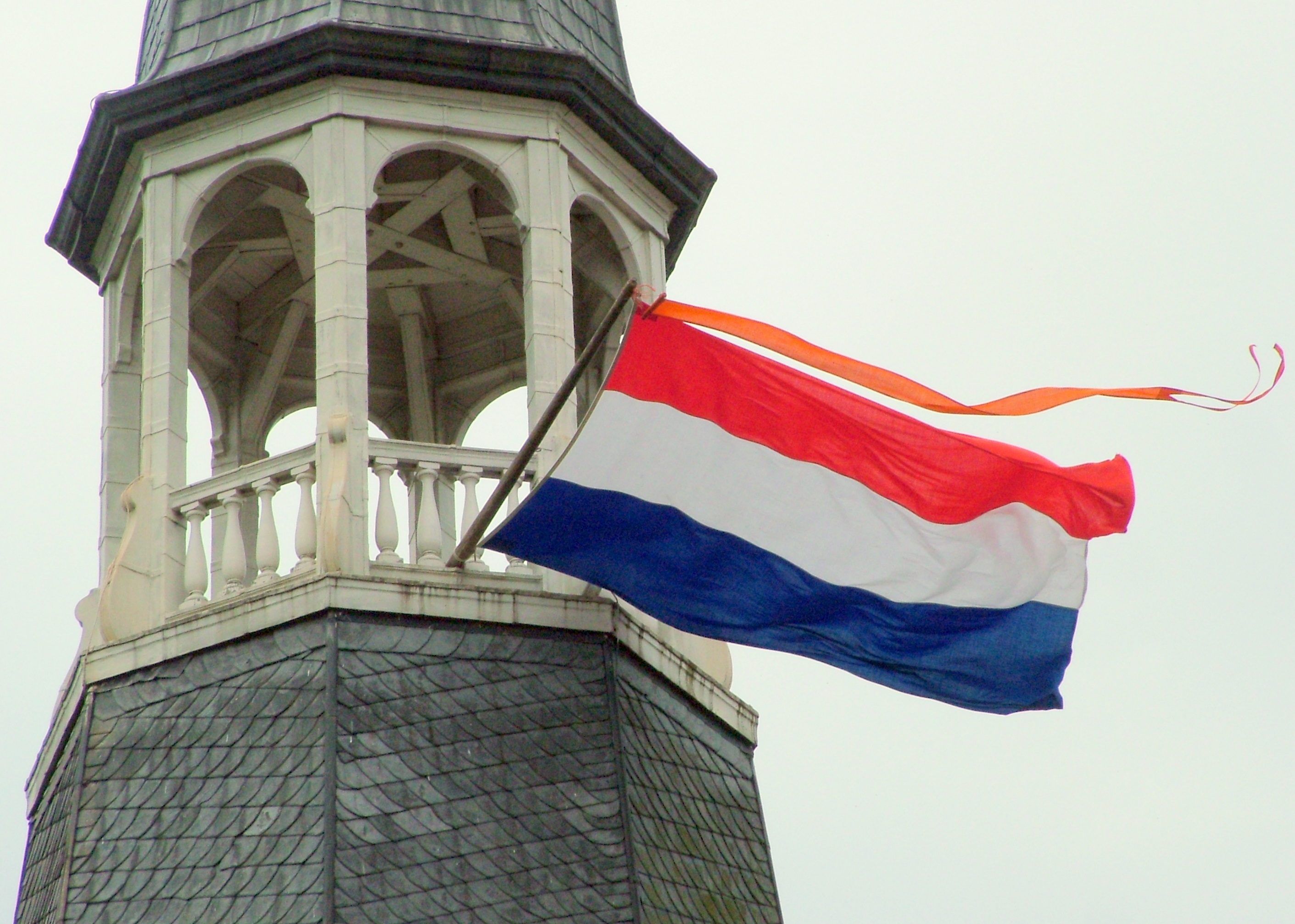
Rot-Weiß-Blau mit orangefarbenem Wimpel, anlässlich des Königinnentages

Im Mai 2011 erregten die zwei Prinsenvlaggen Aufmerksamkeit, die an PVV-Büros im Regierungsviertel (Binnenhof) zu sehen waren. Ein Abgeordneter der rechtspopulistischen Partei, Wim Kortenoeven, hatte sie in sein Fenster gehängt. Erst nach Monaten wurden sie entfernt, nachdem eine Zeitung darüber berichtet hatte. Kortenoeven wollte die Flagge als Symbol des Goldenen Zeitalters (niederländisch Gouden Eeuw), einer Epoche wirtschaftlicher und kultureller Blüte der Niederlande im 17. Jahrhundert, verstanden wissen.
Von der Prinsenvlag abgesehen ist Orange eine sehr beliebte und verbreitete Farbe im niederländischen Nationalbewusstsein. Bei Feiertagen, die mit dem Königshaus zu tun haben, hängt an der Flagge oft ein orangefarbener Wimpel.

## Südafrika

Flagge Südafrikas von 1928 bis 1994

Die Prinsenvlag war ferner die Grundlage für die frühere Flagge Südafrikas, die 1928 angenommen wurde. Sie zeigt auf der weißen Fläche die Flaggen von Großbritannien sowie der früheren Burenrepubliken Oranje-Freistaat und Transvaal. 1994 wurde sie durch die heutige Flagge Südafrikas ersetzt.

## Belege
1. ↑  NOS: „Prinsenvlag bij PVV-raam verwijderd“, abgerufen am 26. Mai 2011.